# 吳鯤 (明朝)
吳鯤（1573年—？），字君南，浙江杭州府仁和縣人，明朝政治人物。

## 生平
萬曆十六年（1588年）戊子科浙江鄉試第六十九名舉人，三十二年（1604年）中式甲辰科會試第一百五十九名，三甲第二百七名進士。兵部觀政，授湘潭縣知縣，三十五年（1607年）調武昌縣知縣，丁憂，三十六年（1608年）除銅陵縣知縣，三十八年（1610年）考察免官。

## 家族
曾祖吳守成；祖父吳華；父吳海。